# 沖縄県道180号伊江川平線
沖縄県道180号伊江川平線（おきなわけんどう180ごう いえかわひらせん）は沖縄県国頭郡伊江村東江前と川平具志とを結ぶ一般県道。

## 概要

### 区間
- 起点：国頭郡伊江村字東江前（沖縄県道225号伊江島環状線）
- 終点：国頭郡伊江村字川平具志（伊江港）
- 総延長：1.06km（実延長も同じ）

### 通過自治体
- 国頭郡伊江村（伊江島）

### 交差する道路
- 沖縄県道225号伊江島環状線（起点・外回り西江前方面、伊江村東江前・内回り東江上方面）
- 沖縄県道181号伊江島空港川平線（伊江村川平）

### 主要施設
- 伊江港（終点）

## 歴史
- 1953年（昭和28年）に琉球政府道伊江川平港線として指定（のちに伊江川平線に）。1972年（昭和47年）5月15日の本土復帰と同時に県道となった。